# Gheorghe Acatrinei
Gheorghe Acatrinei (n. 26 noiembrie 1928, Păltiniș, România – d. 22 septembrie 2013, Suceava, România) a fost un senator român în legislatura 2000-2004, ales în județul Suceava pe listele partidului PRM. 
În cadrul activității sale parlamentare, Gheorghe Acatrinei a fost membru în grupurile parlamentare de prietenie cu Ucraina, Republica Panama și Republica Armenia. Gheorghe Acatrinei a fost membru în comisia pentru privatizare și administrarea activelor statului. Gheorghe Acatrinei a înregistrat 93 de luări de cuvânt și a inițiat 3 propuneri legislative, din care una a fost promulgată lege. 
În timpul regimului comunist, Gheorghe Acatrinei a ajuns secretar cu agricultura la organizația județeană a PCR din Suceava. Gheorghe Acatrinei a fost primar al orașelor Vatra Dornei (1963 - 1964), Fălticeni (1970 - 1976) și Gura Humorului (1981 - 1987).